# Pierre-Lucien Fontaine
Pour les articles homonymes, voir Pierre Fontaine.
Pierre-Lucien Fontaine (né le 3 août 1809 à Courcelles-sur-Viosne en Seine-et-Oise et mort le 30 janvier 1895 à Chartres) est un inventeur et industriel français. Fondateur des Ateliers de constructions mécaniques de Chartres (1839), il est pionnier dans le développement des turbines réglables.

## Biographie
Fils d'agriculteurs, Fontaine est apprenti chez Louis-Désiré Baron, menuisier à Pontoise travaillant pour les céréaliers du Vexin, puis travaille à Pontoise tout en suivant les cours du Conservatoire national des arts et métiers. En 1836, chargé d'une commande de fabrication de meules à l'anglaise pour un client du plateau de Saint-Prest, près de Chartres, il prend conscience de l'importance du marché des moulins à eau installés le long de la vallée de l'Eure et crée ses propres ateliers à Chartres (1839). 
Pierre-Lucien Fontaine est l'inventeur d'une roue hydraulique qui, par sa polyvalence et sa relative simplicité, connait un grand succès dans la seconde moitié du XIXe siècle. Sous l'impulsion de Poncelet et de la Société d'Encouragement pour l'Industrie Nationale, l'énergie hydraulique bénéficie depuis les années 1820 d'une réelle avance en France, où les turbines connaissent leurs premières véritables applications industrielles. Si la roue à godets de Claude Burdin (1788-1873) n'a qu'un succès d'estime, la turbine de son disciple, Benoît Fourneyron (1802-1867), donne naissance à ce qu'on a appelé le moteur hydraulique. Au cours des 30 années qui suivent, ce concept original de Fourneyron connait une multitude d'améliorations, tant en termes de stabilité que de rendement ou de débit.
La turbine de Fontaine est destinée à conserver un rendement à peu près constant malgré des différences de charge variables : l'idée consiste à emmagasiner l'eau du débit d'entrée dans un réservoir dont la hauteur par rapport à l'axe de la turbine était réglable ; le réglage nécessite l'intervention manuelle d'un ouvrier. Fontaine s'associe avec son ancien patron, Baron, et ensemble ils équipent de cette turbine un premier moulin à farine hydraulique. L'axe de la turbine est un arbre en acier portant deux contrepoids. La hauteur du coursier d'entrée est réglée par des engrenages à pas hélicoïdal. Fontaine estime le rendement de sa turbine à 75 % environ, ; un rapport de l'Exposition universelle de 1900 estime, lui, le rendement à 70 %.

## Sources
- Eugène Armengaud, Roue suspendue à aubes planes. Traité théorique et pratique des moteurs hydrauliques, Paris, Armengaud, 1858, p. 128-130.
- Geneviève Dufresne-Seurre, Serge Benoit, Gérard Emptoz et Michel Ferronnière, La Grande Fonderie, une histoire chartraine, Chartres, Sté Archéologique d'Eure-et-Loir, 2016 (ISBN 2905866837)
- Arthur Morin, Mécanique pratique, Paris, Hachette, 1871 (lire en ligne), « La turbine de Fontaine-Baron. », p. 174-177.